# Japygidae
Los japígidos (Japygidae) son una familia de hexápodos del orden Diplura. Es una de las familias más grandes de este orden. En esta familia el par de cercos al final del abdomen son como pinzas (superficialmente similares a los cercos de los dermápteros, con los que no están emparentados), usados para capturar a sus presas.
Son ciegos. Tienen un cuerpo cilíndrico segmentado de color claro, translúcido. Miden de 2 a 5 mm de largo, aunque algunas species tropicales son más grandes. Viven en el suelo. La mayoría se alimentan  de plantas, que pueden llegar a dañar. Los machos depositan los espermatoforos en pequeños tallos en el suelo. Las hembras los recogen y los introducen en sus oviductos. Ponen pequeños grupos de huevos en el suelo.

## Géneros
Se reconocen los siguientes:
- Abjapyx Silvestri, 1948
- Afrojapyx Silvestri, 1948
- Allojapyx Silvestri, 1948
- Allurjapyx Silvestri, 1930
- Atlasjapyx Chou & Huang, 1986
- Austrjapyx Silvestri, 1948
- Burmjapyx Silvestri, 1931
- Catajapyx Silvestri, 1933
- Centrjapyx Silvestri, 1948
- Chiljapyx Smith, 1962
- Choujapyx Huang, 2001
- Congjapyx Pagés, 1954
- Ctenjapyx Silvestri, 1948
- Deutojapyx Paclt, 1957
- Dipljapyx Silvestri, 1948
- Ectasjapyx Silvestri, 1929
- Eojapyx Smith, 1960
- Epijapyx Silvestri, 1933
- Evalljapyx Silvestri, 1911
- Gallojapyx Pagés, 1993
- Gigasjapyx Chou, 1984
- Gollumjapyx Sendra & Ortuño, 2006
- Hainanjapyx Chou in Chou & Chen, 1983
- Hapljapyx Silvestri, 1948
- Hecajapyx Smith, 1959
- Henicjapyx Silvestri, 1948
- Heterojapyx Verhoeff, 1904
- Holjapyx Silvestri, 1948
- Hutanjapyx Pagés, 1995
- Indjapyx Silvestri, 1931
- Isojapyx Silvestri, 1948
- Japygellus Silvestri, 1930
- Japygianus Silvestri, 1947
- Japyginus Silvestri, 1930
- Japyx Haliday, 1864
- Kinabalujapyx Pagés, 1994
- Kohjapyx Pagés, 1953
- Megajapyx Verhoeff, 1904
- Merojapyx Silvestri, 1948
- Mesjapyx Silvestri, 1948
- Metajapyx Silvestri, 1933
- Mixojapyx Silvestri, 1933
- Monojapyx Paclt, 1957
- Nanojapyx Smith, 1959
- Nelsjapyx Smith, 1962
- Neojapyx Silvestri, 1933
- Notojapyx Paclt, 1957
- Occasjapyx Silvestri, 1948
- Oncojapyx Silvestri, 1948
- Opisthjapyx Silvestri, 1929
- Parindjapyx Silvestri, 1933
- Pauperojapyx Pagés, 1995
- Penjapyx Smith, 1962
- Polyjapyx Silvestri, 1948
- Proncojapyx Silvestri, 1948
- Protjapyx Silvestri, 1948
- Provalljapyx Silvestri, 1948
- Psalidojapyx Pagés, 2000
- Rectojapyx Pagés, 1954
- Rossjapyx Smith, 1962
- Scottojapyx Pagés, 1957
- Shaanxijapyx Chou in Chou & Chen, 1983
- Silvestriapyx Pagés, 1981
- Sinjapyx Silvestri, 1948
- Troglojapyx Pagés, 1980
- Typhlolabia Scudder, 1876
- Ultrajapyx Paclt, 1957
- Unjapyx Silvestri, 1948
- Urojapyx Pagés, 1955
- Xenjapyx Silvestri, 1948